# Boulengerula fischeri
Boulengerula fischeri е вид земноводно от семейство Caeciliidae.

## Разпространение
Видът е разпространен в Руанда.